# Catania Sporting Club
Il Catania Sporting Club è stata una società pallavolistica maschile di Catania.

## Storia
Nei primi anni novanta al lento declino della Pallavolo Catania corrispose l'ascesa di una nuova società, il Catania Sporting Club, che nel 1993 vinse il suo girone di Serie B1 davanti alla Libertas San Cristoforo ottenendo la sua prima promozione in A2 (1993-94). Sponsorizzato dalla TNT Traco e dalla Playa e allenato da Ljubomir Travica, al termine del campionato 1995-96 ottenne la promozione in A1.
L'esperienza della Playa Catania in A1 (1996-97) fu breve e non portò particolari soddisfazioni; dopo un pessimo girone d'andata, tre vittorie casalinghe contro la Jeans Hatù Bologna, la Com Cavi Multimedia Napoli e l'Auselda Roma permisero alla squadra biancorossa di giocarsi la salvezza contro la squadra capitolina. Fatali per la Playa furono la sconfitta di Montichiari e quella inflittale sul proprio terreno di gioco dalla Lube Banca Marche Macerata. Nella stagione del ritorno in Serie A2, 1997-98, concluse al quint'ultimo posto un campionato anonimo; nel 1998-99, malgrado l'acquisto dello schiacciatore cubano Joël Despaigne, la squadra retrocesse. La crisi economica che ne conseguì portò la società alla scomparsa.